# Aéroport de Lugano
L'aéroport de Lugano (code IATA : LUG • code OACI : LSZA) est situé sur la commune d'Agno à l'ouest de la ville de Lugano, dans le canton du Tessin, en Suisse.
En 2013, l'aéroport a accueilli 151 629 passagers.
L'approche par instrument est assez sportive due au grand angle de descente de 6,65°, soit plus du double d'une descente standard de 3°.
La situation financière compliquée de l'aéroport de Lugano s'est encore rapidement détériorée en raison notamment de la crise liée au coronavirus. En avril 2020, décision est prise par le conseil d'administration de placer l'aéroport en liquidation ordinaire.

## Historique
En 1900, une piste est construite au Campo Marzio. Mais cette piste, estimée dangereuse par la municipalité de Lugano, est délaissée. Il est décidé d'en construire une nouvelle sur la plaine traversée par le fleuve Vedeggio, dans les communes de Agno, Muzzano et Bioggio. C'est donc à l'ouest de Lugano que l'aéroport homonyme fut inauguré pour la première fois le 12 août 1938. Aujourd'hui, la même piste est toujours utilisée.

## Statistiques
Pour des raisons techniques, il est temporairement impossible d'afficher le graphique qui aurait dû être présenté ici.

Voir la requête brute et les sources sur Wikidata.

## Situation

### Carte des aéroports en Suisse
| \| 20 km1:1 107 000 \| EuroAirport Basel-Mulhouse-Freiburg Zurich Genève Berne Birrfeld Bressaucourt Fribourg Granges La Chaux-de-Fonds Lausanne Lugano Samedan Saint-Gall Sion Alpnach Buochs Dübendorf Emmen Payerne Ambri Amlikon Bad Ragaz Bellechasse Bex Biel-Kappelen Buttwil Courtelary Dittingen Fricktal-Schupfart Gruyère Hasenstrick Hausen am Albis Kägiswil La Côte Langenthal Locarno Lodrino Lommis Luzern-Beromünster Mollis Montricher Neuchâtel Môtiers Münster Olten Rarogne Reichenbach Saanen Schaffhausen Schänis Sitterdorf Speck-Fehraltorf St. Stephan Thoune Triengen Wangen-Lachen Winterthur Yverdon-les-Bains Zweisimmen |
| 20 km1:1 107 000 |

## Accès
- Autoroute A2, sortie 49 (Lugano Nord)
- Bus depuis Lugano (Place Manzoni et la gare)
- Ligne ferroviaire Lugano-Ponte Tresa, arrêt Agno

## Compagnies et destinations
| Compagnies | Destinations                            |
| ---------- | --------------------------------------- |
| Silver Air | En saison: Île d'Elbe                   |
| Twin Jet   | En saison charter: Olbia-Costa Smeralda |

Actualisé le 23/12/2022